# 原鱷龍屬
原鱷龍屬（學名：Proterochampsa）是主龍形下綱原鱷龍科的一屬，生存於三疊紀晚期的阿根廷與巴西。原鱷龍的身長可達1.8到2公尺。P. barrionuevoi的頭顱骨長44公分，身長可能達3.5公尺。